# Harriet Lane

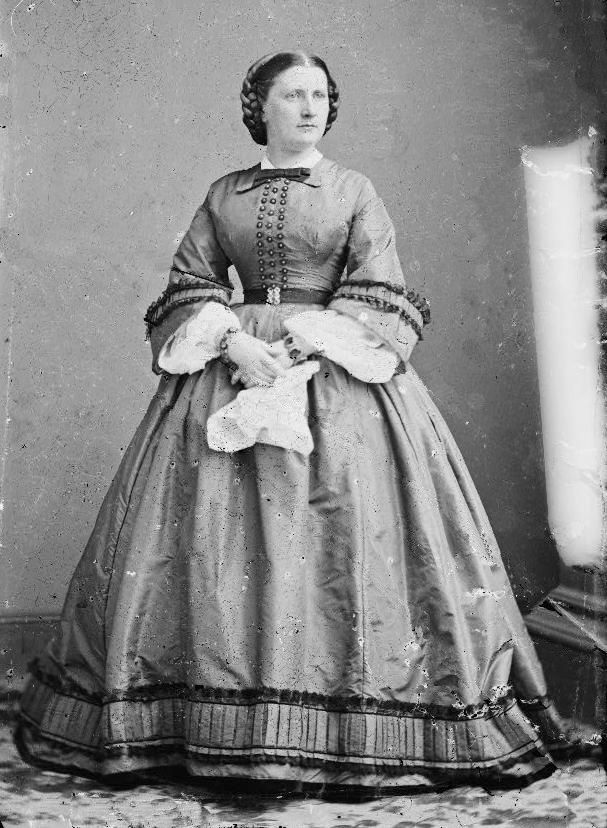
Harriet Lane

Harriet Rebecca Lane (* 9. Mai 1830 in Mercersburg, Pennsylvania; † 3. Juli 1903 in Narragansett, Rhode Island) war die Nichte des US-Präsidenten James Buchanan und  fungierte, da Buchanan unverheiratet war, als First Lady der Vereinigten Staaten von 1857 bis 1861.
Sie war Namenspatronin eines Kanonenbootes der Union im Amerikanischen Bürgerkrieg, das 1862 vor Galveston (Texas) zerstört wurde.
Harriet Lane war das jüngste Kind von Elliott Tole Lane und Jane Buchanan Lane. Letztere starb, als Lane neun Jahre alt war, der Vater starb zwei Jahre später.
Sie wurde auf dem Greenmount Cemetery, Baltimore, Maryland, begraben.